# Arvidsjaur (Gemeinde)
Koordinaten: 65° 36′ N, 19° 11′ O

Arvidsjaur ist eine Gemeinde (schwedisch kommun) im Norden Schwedens in der Verwaltungsprovinz Norrbottens län, 110 km südlich des Polarkreises in der historischen Provinz Lappland.
Die meisten Einwohner leben im Hauptort Arvidsjaur, der Rest in den Teilorten der Gemeinde. Durch die Gemeinde führen die Europastraße 45 (Inlandsvägen) sowie die Reichsstraßen 94 und 95 (Silvervägen). Im Bahnhof Arvidsjaur treffen die Inlandsbahn und die Tvärbanan aufeinander.

## Einwohner
In der Gemeinde leben heute noch rund 20 Familien der Samen nach der traditionellen Lebensweise.

## Geschichte
Arvidsjaur wurde erst 1757 dauerhaft durch schwedische Siedler besiedelt.

## Region
In der Gemeinde Arvidsjaur gibt es etwa 4.000 Seen und die Natur bietet 15.000 Rentieren eine Heimat. Außerdem gibt es an Großwild Braunbären und Elche.

### Naturreservate
- Jan-Svensa Berg
- Vittjakk-Akkanalke Reservat
- Reivo primeval Wald Reservat
- Tjadnereservat

## Wirtschaft
In Arvidsjaur ist das K4, ein militärisches Eliteregiment, stationiert.

## Sehenswürdigkeiten

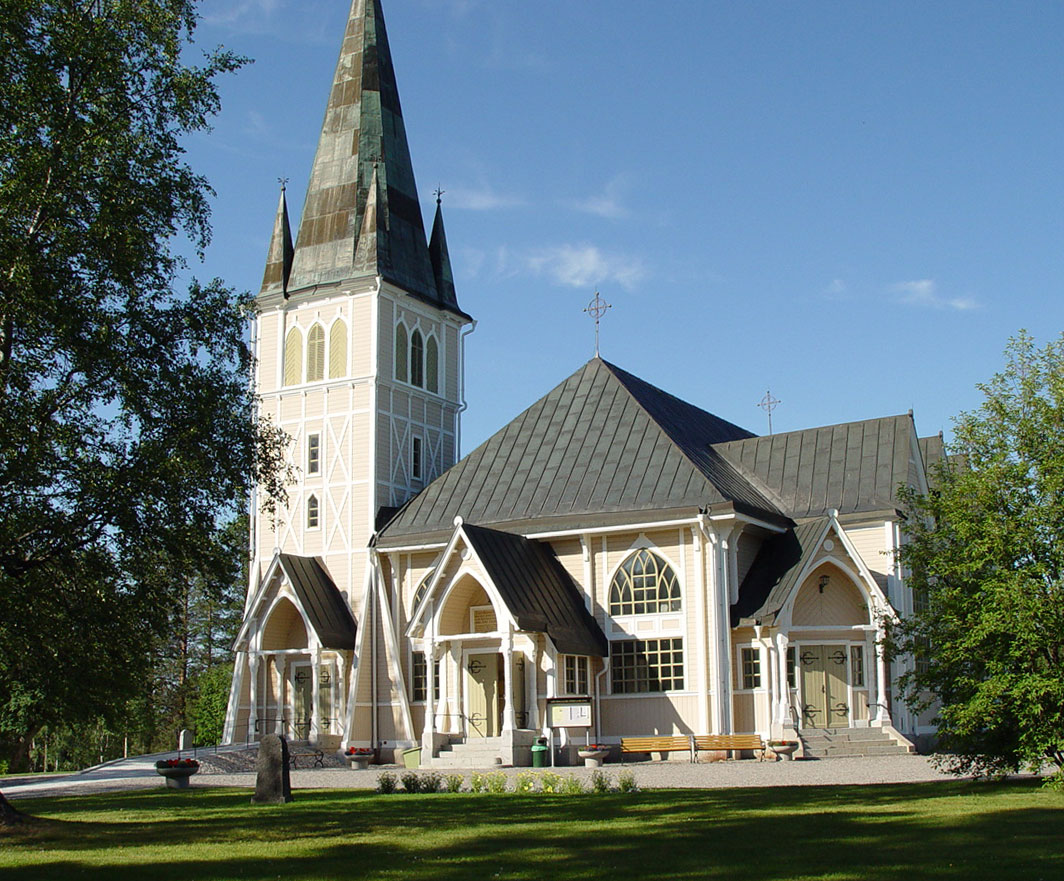
Kirche von Arvidsjaur

- Storforsen, eines der größten europäischen Wildwasser
- Trollforsen, Wasserfall
- Im Sommer finden Eisenbahnfahrten unter Dampf statt.
- Lappstaden

### Museen
- Glommersträk Geschichtsmuseum
- Eisenbahnmuseum in Moskosel